# Neoeutrypanus decorus
Neoeutrypanus decorus là một loài bọ cánh cứng trong họ Cerambycidae.